# Guitar Hero

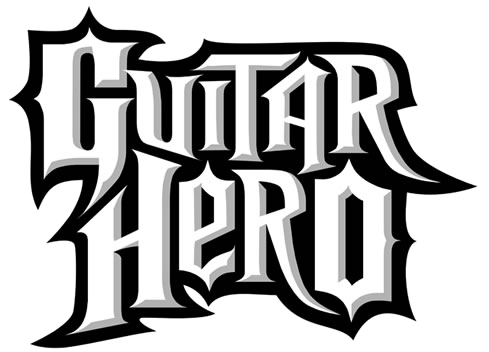
Logo her Guitar Hero

Guitar Hero je série interaktivních, hudebních videoher, jež začíná prvním dílem s názvem Guitar Hero, který byl vyvinut společností Harmonix Music Systems a distribuovaná RedOctane. Při hraní hráč používá plastový ovladač ve tvaru kytary (cca o 3/4 velikosti skutečné kytary) a snaží se dosáhnout nejvyššího skóre. V Evropě hra vyšla v dubnu 2006 a následně na ní navazuje celá série her Guitar Hero.

## Provedení
Cílem je získat maximum možných bodů. Toho hráč dosáhne, pokud správně "zahraje" všechny noty, které mu během jedné skladby hra předkládá. Hra na ovladači je velice podobná hře na strunnou kytaru: Na hmatníku se nachází pět barevně odlišených tlačítek, které hráč drží podobně jako akordy, zatímco jeho druhá ruka musí správně vybrnkávat rytmus na podlouhlou podložku, která má funkci trsátka a je možné ji vychýlit nahoru i dolů. Dále k ovládání slouží i tzv. vibrapáka, která snižuje tón dlouhých not a zvyšuje skóre, a u nejnovějšího typu kytary (od GH4 World Tour) je přítomna uprostřed hmatníku i dotyková vrstva s pěti ploškami, po kterých je možno přejíždět prstem a zahrát tak i specifické kytarové partie. Na posledním místě je podlouhlé tlačítko pod zápěstím brnkající ruky, které ve hře aktivuje Star power.

### Bodování
Hráč získává body v průběhu celé skladby, a to jednotlivě za každou správně zahranou notu. Noty jsou zobrazovány odshora dolů, jdou po sobě v přesném rytmu skladby a je nutné je zahrát při jejich kontaktu s linií, kde jsou zobrazeny tlačítka. Bodování začíná na jednonásobku, po deseti správně po sobě zahraných notách je skóre dvojnásobeno, po dalších deseti trojnásobeno až nakonec čtyřnásobeno. Při ztrátě noty se násobič vrací zpět na jednonásobek. Logicky je tedy nejvyššího skóre možno dosáhnout pouze zahráním skladby na 100%, čili nezkazit ani jednu z několika stovek not. Bodový zisk je možno ještě dočasně zdvojnásobit (čili na maximum osminásobek základního bodového ohodnocení) použitím funkce star power, kterou hráč získává v průběhu skladby, pokud správně zahraje určitou sekvenci not. O průběhu hry informuje "rock´o´meter", který funguje jako reakce diváků na hráčovu hru. Pokud hraje bezchybně, ukazatel míří úplně doprava do zelené zóny. Při každé chybě se posune o kousek doleva, směrem ke žluté a následně červené. Pokud počet špatně zahraných not donutí klesnout ukazatel až na levý okraj, hra končí a je třeba skladbu zahrát znovu (to neplatí v battle módu.

### Obtížnost
Ve hře je celkem k dispozici 5 stupňů obtížnosti:
- Beginner: Při nejnižší obtížnosti se noty nezobrazují, stačí pouze vybrnkávat rytmus v podobě dlouhých čar přes hmatník – vhodné pro seznámení se s rytmem skladby, ale spíše pro ty nejmladší.
- Easy: Velice jednoduchá obtížnost, využity jsou pouze tři tlačítka, čili stačí tři prsty. Not je velice málo, ale základní prvky hraní zde jsou.
- Medium: Je vyvážená obtížnost, zaměstnávající čtyři prsty, vyskytují se dvouprsté akordy, občas příklepy
- Hard: Pokročilý stupeň obtížnosti, hra využívá už všech pět tlačítek, objevují se širší akordy, slidy, příklepy, je téměř nutné brnkat stylem nahoru-dolů kvůli rychlému sledu not za sebou
- Expert: Tato obtížnost je určena pro zkušené hráče, počet not je maximální, hra v této chvíli poměrně věrně simuluje hru na skutečný nástroj. Aby člověk uspěl v této obtížnosti na 100%, je potřeba si osvojit určité techniky prstokladu, příklepu, obzvláště se dokonale sžít s rytmem.

Na medium obtížnost se po čase dopracuje téměř každý hráč, vyšší obtížnosti, zejména expert, již vyžadují maximální dávky hudebního sluchu, dobré koordinace prstů a smyslů. Pokud člověk někdy hrál na strunný nástroj, má jistou výhodu, protože hraní na plastovou imitaci na vysoké obtížnosti je z velké části alespoň podobné. Lze a musí se zde použít téměř všechny techniky, které se při hře na skutečnou kytaru využívají.

### Herní módy
Všechny doposud vydané díly obsahují career mode, čili mód kariéry, při kterém postupně hrajete a odemykáte všechny dostupné skladby. Ty si pak kdykoliv můžete zahrát v quickplay módu. Počínaje Guitar Hero 3: Legend of Rock je možné zahrát si i na baskytaru, od Guitar Hero 4: World Tour i na bicí, nebo se ujmout zpěvu. Na hraní baskytary postačí kytarový ovladač, na zpěv a bicí už je třeba samostatný ovladač. Možnost hry více hráčů na stejný nástroj se objevila až ve hře Guitar Hero 5.
Mohou tak tedy hrát až čtyři hráči najednou, kdy každý má na obrazovce svou notovou stopu, zpěvák pak nahlíží na horní část obrazovky, kde mu je k dispozici rozfrázovaný běžící text a graficky znázorněná tónina, ve které se jeho hlas má pohybovat. Aktuální výška hlasu je v reálném čase viditelná.
K dispozici je dále battle mód, kdy proti sobě hrají dva stejné nástroje a záleží na výši skóre na konci skladby, co-op mod, kdy spolu dva hráči na různé nástroje spolupracují, a nakonec band mode, kdy spolu hraje celá skupina.
Online jsou k dispozici ještě módy jako 2vs2, Band vs Band a 1vs1 Pro faceoff, kdy se dva protihráči střídají v hraní jednotlivých pasáží skladby.

## Ohlasy
Hry Guitar Hero se těší velké oblibě z mnoha různých důvodů. Rozhodně je velice interaktivní, po technické stránce precizně vyřešené, zabaví až 4 hráče najednou, navíc při poslechu vyvážené sbírky hudby od těch nejslavnějších rockových muzikantů. Setkává se ale i s kritikou, že odvádí mladé talenty od zájmu o opravdový nástroj, a tím škodí hudbě. Nic to ale nemění na tom, že GH nabízí desítky a desítky hodin kvalitní zábavy, kdy se hráč může zlepšovat, neustále překonávat své rekordy a vyvíjet svou techniku.